# Pont Leclerc
Le pont Leclerc est un pont couvert routier en Abitibi-Témiscamingue, Québec, Canada.
Parmi les derniers ponts couverts construits au Québec, 34 l'ont été à l'Abitibi, et sont associés à sa colonisation. Moins de la moitié d'entre eux subsistent.  
Ce pont en bois à une voie est de type ferme Town élaboré (ou québécois) : modèle modifié par le ministère de la Colonisation du Québec pour le rendre encore plus économique.
Le pont a été construit en 1927. Le pont a été rénové en 1947, 1949, et encore en 1984. Sa capacité portante est 5 tonnes. Il porte le nom d'une famille pionière.
Il est inventorié dans le répertoire du patrimoine culturel du Québec.